# C/2016 S1 (PANSTARRS)
C/2016 S1 (PANSTARRS) — одна з короткоперіодичних комет типу комети Галлея. Відкрита 21 вересня 2016 року; була 19.4m на час відкриття.